# Adolphe Prins
Adolphe Prins, né le 2 novembre 1845 à Bruxelles et mort le 29 septembre 1919 à Ixelles, est un pénaliste et sociologue belge.

## Biographie
Il étudie le droit à l'Université libre de Bruxelles dont il est diplômé le 28 novembre 1875 en tant que docteur en droit.
Jusqu'en 1883 il est avocat au barreau de Bruxelles. Dans le domaine universitaire, il enseigne comme professeur extraordinaire et puis ordinaire, il endosse également le rôle de doyen, ainsi que le rôle de recteur de l'ULB. En outre il participe au cercle de criminologie de l'ULB.
À partir de 1884, Adolphe Prins est actif en dehors du milieu académique en tant qu'inspecteur général des prisons. Par ailleurs on lui doit la création, avec deux collègues, de l'Union internationale du Droit pénal. Il est également président de la revue du droit pénal et de criminologie. Élu membre de l'Académie royale des sciences, des lettres et des beaux-arts de Belgique ainsi que du Conseil supérieur du Travail, il endosse le rôle de président du Conseil de Législation.
Soulignons le rôle majeur d'Adolphe Prins dans l'élaboration de certaines lois pénales et carcérales établies en Belgique entre le XIXe et le XXe siècle. De plus, Prins peut être considéré comme un personnage éminent en matière de science pénale et de criminologie et un acteur majeur du mouvement de défense sociale qui a connu un certain succès et a amené une modification de notre politique criminelle.

### Carrière
Prins commence sa carrière en tant qu'avocat. Il s'inscrit en 1868 au barreau de Bruxelles, poste qu'il occupe jusqu'en 1883. Ensuite il endosse la fonction d'inspecteur général des prisons, d'abord au rang de directeur et ensuite de directeur-général. Il exerça cette profession jusqu'en 1917, soit deux années avant sa mort. Durant cette même période, il donne des cours à l'ULB en tant que professeur extraordinaire de droit pénal. Il enseigne de 1882 à 1884 le droit naturel en tant que professeur ordinaire. Il endosse également le rôle de doyen de 1884 à 1885 et de 1895 à 1896 ainsi que la fonction de recteur de l'ULB pendant l'année académique 1900-1901.
Adolphe Prins peut être considéré comme un des piliers fondateurs de la pratique interdisciplinaire de la criminologie grâce à sa participation active au cercle de criminologie, à sa contribution à l'institution de l'École des Sciences sociales, ou encore, plus tard, grâce à sa collaboration à l'Institut social de Solvay. Cette institution a vu le jour en 1902 et dès 1923 faisait partie de l'ULB. La Société belge d'économie sociale, fondée en 1881, l'accueille en tant qu'unique membre libéral parmi le clergé et les universitaires catholiques. De plus, Il participe activement dès 1886 au Conseil du travail, rebaptisé ultérieurement Conseil supérieur du travail. En 1890 des élèves de droit de l'Université libre de Bruxelles créent le Cercle universitaire pour les Études criminologiques sous l'influence d'Henri Jaspar. Adolphe Prins et Paul Héger y dirigent les travaux.
Un an plus tard, Prins rejoint l'Académie royale de Belgique, preuve qu'il jouit d'un statut non négligeable. Il est aussi membre de la Commission de la Bienfaisance, commission qui en tant que comité consultatif spécial a, pour une durée de cinq ans, pour mission de se pencher sur la recherche concernant la réforme de l'assistance publique. En 1902 il reçoit le prix quinquennal des sciences sociales pour ses travaux scientifiques. Avec ses collègues de l'Université libre de Bruxelles il édite, à partir de 1907, la Revue du droit pénal et de criminologie. Il y siége au comité de rédaction jusqu'à la Première Guerre mondiale.
Par la suite il devient président du Conseil de Législation, l'année où celui-ci est créé, avec pour tâche de rectifier le premier volume du code de procédure pénale. L'année de sa mort il enseigne en tant que professeur honoraire à l'Université libre de Bruxelles. Il est également nommé, par Émile Vandervelde, président de la commission qui doit réformer le règlement général des prisons.

## Théories

### La défense sociale
Adolphe Prins est connu à l'étranger grâce entre autres à sa théorie de la défense sociale. De surcroît, ses idées ont une influence conséquente sur la loi de la défense sociale du 9 avril 1930. Cette loi est considérée comme un pas important pour le cheminement qu'a fait le droit pénal en Belgique car, pour la première fois, le terme « défense sociale » était utilisé pour une mesure législative. La loi visait les personnes anormales et les récidivistes.
Selon le pénaliste, la criminalité et l'anormalité sont liées, même si Adolphe Prins reconnait qu'un « défectueux » n'est pas toujours un criminel et vice versa. Mais il pense que les « dégénérés » peuvent causer des perturbations, sans que ce ne soit pour autant un délit. Il faut selon lui mettre en place un système qui permette de protéger la société de ces individus en les isolant de la vie sociale tout en permettant de réadapter ceux qui sont susceptibles d'évoluer. Il pense également qu'il est nécessaire de créer un système qui sera adapté à la détention de différentes catégories de délinquants. À partir de ce moment-là, le terme « état dangereux » se retrouve au centre des débats de la politique criminelle. Adolphe Prins fait la proposition, en 1904, de modifier le terme juridique de « récidive » en « état dangereux ». Avec pour conséquence de vives discussions durant les conférences de l'Union internationale du droit pénal. Un compromis ambigu se met enfin en place. Cependant, il est incertain que l'Union ait réellement marqué son accord par rapport à une intervention préventive d'isolement d'une personne potentiellement dangereuse car « défectueuse ».
Sa théorie devient par la suite quelque peu dualiste. Il considère qu'il faut prévoir une peine pour « délinquants normaux ». Cependant les mesures de sûreté sont uniquement prévues pour les délinquants qualifiés de « socialement dangereux ». Il faut voir la dangerosité par rapport à l'état permanent de la personne et non par rapport aux crimes commis.
Adolphe Prins affirme que la « dégénérescence » ou la « défectuosité » est déjà présente bien avant qu'un individu ne commette un crime. Selon lui la défectuosité est même héréditaire. De plus, les classes sociales les plus basses sont une terre fertile pour rendre une personne dégénérescente dangereuse. Les classes sociales plus élevées connaissent aussi la défectuosité mais ont pour avantage d'avoir les moyens de contenir une personne dégénérescente. On passe ainsi d'une théorie du droit pénal où le crime et sa répression sont au centre des attentions à une théorie par laquelle l'accent est mis sur le délinquant ainsi que le danger qu'il forme pour la société.

### Critique du système pénitentiaire
Adolphe Prins exècre les courtes peines de prison. Il est persuadé que le recours est une erreur importante dans la lutte contre la criminalité, un tremplin pour la récidive: « L'écrasante majorité des peines prononcées par les tribunaux correctionnels sont inférieures à six mois, dont la plupart concernent des récidivistes. »
Il craint de voir les récidivistes remis en liberté et ces mêmes individus suivre à nouveau le chemin du crime en commettant d'autres délits. Mais pire encore, les récidivistes en liberté peuvent, selon lui, potentiellement transmettre leurs idées et contaminer d'honnêtes gens. En revanche, le pénaliste croit en l'utilité de la libération conditionnelle, instaurée par la loi « Le Jeune » le 31 mai 1888. Selon lui, une peine efficace doit rendre petit à petit la liberté au criminel qui purge sa peine.
Adolphe Prins perçoit en outre des failles dans le système pénitentiaire. Il est persuadé que le travail cellulaire, effectué par les détenus, affaiblit leurs capacités physiques et empêche le développement de leurs compétences professionnelles. Ce qui aurait comme conséquence que le gagne-pain après la période d'incarcération serait compromis. Selon lui la réhabilitation doit se faire via l'apprentissage au travail social : « Le travail social est la plus féconde des forces, le plus puissant des remèdes contre la passion et les vices »[réf. nécessaire].
Par ailleurs il juge que le travail collectif est une alternative nécessaire et judicieuse au régime cellulaire où le détenu est isolé et donc aliéné au monde extérieur, qui l'attend pourtant à sa sortie de prison.

## L'Union internationale de Droit Pénal
Franz von Liszt, professeur à Marbourg et directeur de la « Zeitschrift für die gesamte Strafrechtwissenschaft », Gerard van Hamel, professeur à Amsterdam, et Adolphe Prins fondent l'Union internationale de Droit pénal ou Die Internationale Kriminalistische Vereinigung le 1er janvier 1889.
Le but de cette entreprise rassemblant des pénalistes de toute l'Europe, et par la suite du monde entier, est de mettre en avant des nouvelles idées et de nouveaux concepts en politique criminelle. Ces concepts et idées se basent sur des connaissances empiriques de la criminalité. Le premier article annonce déjà la couleur de cette union et sa conception de la criminalité.
En effet, il affirme qu'il faut examiner la criminalité et la répression tant au niveau social qu'au niveau juridique. Selon cet article le droit pénal a pour objectif d'obtenir des résultats dans le milieu des sciences et de la législation. Lors du congrès de Lisbonne en 1897, l'article subit une modification comme suit : « L'Union internationale de Droit pénal estime que la criminalité, d'une part, et les moyens de lutter contre elle, d'autre part, doivent être envisagés aussi bien au point de vue anthropologique et sociologique qu'au point de vue juridique. Son but est l'étude scientifique de la criminalité, de ses causes et des moyens de la combattre. »
Les congrès ont régulièrement lieu dans des villes différentes, principalement en Europe jusqu'en 1914. Le premier congrès se déroule à Bruxelles en 1892. Parmi les thèmes abordés, les changements du système carcéral (dont la mise en place de la liberté conditionnelle), les courtes peines de prison, les résultats d'études sur la récidive et enfin la majorité pénale.
Malgré l'influence considérable de l'Union par rapport aux idées pénales, elle ne survit pas à la Première Guerre mondiale. Les congrès prennent définitivement fin en 1914. Une Association internationale de droit pénal est de nouveau créée en 1924. Elle existe encore de nos jours.

## Travaux
Adolphe Prins a écrit une centaine de petites comme de plus importantes publications dont les sujets variaient : thèmes sociaux, économiques et politiques mais aussi des ouvrages littéraires. Il a aussi écrit des travaux au sujet des dogmes de l'enseignement, du libre examen ou encore du droit public entre l'église et l'État, : 
- En collaboration avec Pergameni Hermann : Instruction criminelle. Réforme de l'instruction préparatoire en Belgique, Paris, Durand et Pedone Lauriel, 1871.
- De l'appel dans l'organisation judiciaire répressive. Étude historique et critique, Bruxelles, 1875.
- Essai sur la criminalité d'après la science moderne, Bruxelles, Librairie européenne C. Muquardt, 1880.
- La philosophie du droit et l'école historique. Leçon d'ouverture du cours de droit naturel, Bruxelles, Librairie européenne C. Muquardt, 1882.
- La démocratie et le régime parlementaire. étude sur le régime corporatif et la représentation des intérêts, Bruxelles/Paris, Librairie européenne C. Muquardt/Guillaumin et Cie, 1884.
- Criminalité et répression. Essai de science pénale, Librairie européenne C. Muquardt, Bruxelles, 1886.
- La criminalité et l'état social. Conférence donnée au palais de la bourse, le 28 janvier 1890, Bruxelles, 1890.
- Note sur les théories de la réparation dans le système répressif, Bruxelles, F. Hayez, 1891.
- Les Hauts Salaires, les Courtes Journées de Travail et les Unions Professionnelles, Bruxelles, 1893.
- L'Organisation de la liberté et le devoir social, Bruxelles/Paris, Falk et cie/ F. Alcan, 1895.
- Science pénale et droit positif, Paris/Bruxelles, Bruylant-Christophe et Librairie Marescq, 1899.
- De l'esprit des gouvernements démocratiques, essai de science politique, Bruxelles, Misch & Thorn, 1905.
- La défense sociale et les transformations du droit pénal, Bruxelles, Instituts Solvay, Mish et Thron, 1910.
- La démocratie d'après la guerre, Bruxelles, Veuve Ferdinand Larcier, 1918.

## Influence
Adolphe Prins eut une influence majeure sur les lois et projets de lois relatifs au droit pénal. Les lois et réalisations influencées par ses théories sont , :
- La création d'un comité de patronage en 1880
- La loi Le Jeune du 31 mai 1888 sur la liberté conditionnelle
- Le projet de loi de 1889 sur la protection de l'enfance
- La loi du 27 novembre 1891 pour la répression du vagabondage et de la mendicité
- La réorganisation du travail pénitencier en 1894
- La loi du 15 mai 1912, introduite par Jules Le Jeune sur la protection de l'enfance
- L'instauration d'un service anthropologique en prison en 1914
- La loi de la défense sociale du 9 avril 1930, tout droit dérivée des idées de Prins du sujet